# Jacques Eric Fabre
Jacques Eric Fabre-Jeune (Port-au-Prince, 13 novembre 1955) è un vescovo cattolico haitiano naturalizzato statunitense, dal 22 febbraio 2022 vescovo di Charleston. È il primo nero e il primo membro di una congregazione religiosa ad essere nominato ordinario diocesano di questa sede. È il secondo vescovo haitiano-americano  e il primo a capo di una diocesi. Da quando è diventato sacerdote nel 1986, ha prestato servizio in Florida, Georgia, nella Repubblica Dominicana, e brevemente in un campo profughi presso la base navale di Guantánamo.

## Biografia
Jacques Eric Fabre-Jeune è nato a Port-au-Prince, Haiti, il 13 novembre 1955 da Providence e Anita Fabre. Ha cinque fratelli.

### Formazione e ministero sacerdotale
Da adolescente è emigrato negli Stati Uniti d'America. Ha completato gli studi liceali presso la Boys High School di Brooklyn tra il 1972 e il 1974. Ha quindi frequentato il Staten Island College dal 1976 al 1978, conseguendo un associate of science degree; la St. John's University a New York dal 1979 al 1981, conseguendo un Bachelor of Arts, e poi il Saint Michael's College di Toronto, in Canada, dal 1983 al 1985. Entrato nella congregazione dei missionari di San Carlo, nel 1982 ha emesso i primi voti e nel 1985 quelli perpetui. Ha studiato anche alla Catholic Theological Union di Hyde Park, nell'Illinois, come alunno della Scalabrini House of Theology di Chicago. Come novizio scalabriniano ha prestato servizio in una missione in Messico.
Nel 1985 è stato ordinato diacono. Il 10 ottobre 1986 è stato ordinato presbitero nella chiesa di Santa Teresa d'Avila Brooklyn da monsignor Wilton Daniel Gregory, allora vescovo ausiliare di Chicago. In seguito è stato vicario parrocchiale della parrocchia di Nostra Signora di Guadalupe a Immokalee dal 1986 al 1990 e cappellano dei rifugiati haitiani a Guantánamo dal 1990 al 1991. I profughi lì ospitati, in un campo simile a una prigione, avevano pochi contatti con l'esterno, fatta eccezione per i cappellani. A Fabre-Jeune è stato consigliato di andarsene dopo essere stato coinvolto in un alterco con i parlamentari. Ha quindi prestato servizio come amministratore parrocchiale della parrocchia di Nuestra Señora de la Caridad del Cobre a San Pedro de Macorís, nella Repubblica Dominicana, dal 1991 al 2004. Nel 2004 è stato inviato a Roma per studi. Nel 2006 ha conseguito la licenza in mobilità umana presso la Pontificia università urbaniana. Tornato negli Stati Uniti è stato vicario parrocchiale della parrocchia di San Giuseppe ad Athens dal 2006 al 2008; vicario parrocchiale della parrocchia della Santissima Trinità a Peachtree City dal 2008 al 2010 e amministratore della missione ispanica di San Filippo di Gesù a Forest Park dal giugno del 2008 al 2022. Ha guidato la congregazione della missione di San Filippo nell'autofinanziare la costruzione di una nuova chiesa, consacrata nell'aprile del 2011.
Dal 2010 al 2022 ha prestato servizio nell'arcidiocesi di Atlanta come membro del consiglio finanziario, del comitato per il bilancio e le operazioni, del comitato di revisione dei progetti e come direttore del rinnovamento carismatico ispanico. È stato anche a capo dei padri scalabriniani di Atlanta.

### Ministero episcopale
Il 22 febbraio 2022 papa Francesco lo ha nominato vescovo di Charleston. Ha ricevuto l'ordinazione episcopale il 13 maggio successivo nella Charleston Area Convention Center a Charleston dal cardinale Wilton Daniel Gregory, arcivescovo metropolita di Washington, co-consacranti l'arcivescovo metropolita di Atlanta Gregory John Hartmayer e il vescovo di Raleigh Luis Rafael Zarama Pasqualetto. Durante la stessa celebrazione ha preso possesso della diocesi.
In seno alla Conferenza dei vescovi cattolici degli Stati Uniti è membro del sottocomitato per la pastorale dei migranti, dei rifugiati e dei viaggiatori  e consulente del comitato per le migrazioni.
Parla correntemente inglese, spagnolo, italiano, francese e creolo. Ha definito l'inglese la sua "terza lingua".

## Genealogia episcopale
La genealogia episcopale è:
- Cardinale Scipione Rebiba
- Cardinale Giulio Antonio Santori
- Cardinale Girolamo Bernerio, O.P.
- Arcivescovo Galeazzo Sanvitale
- Cardinale Ludovico Ludovisi
- Cardinale Luigi Caetani
- Cardinale Ulderico Carpegna
- Cardinale Paluzzo Paluzzi Altieri degli Albertoni
- Papa Benedetto XIII
- Papa Benedetto XIV
- Papa Clemente XIII
- Cardinale Marcantonio Colonna
- Cardinale Giacinto Sigismondo Gerdil, B.
- Cardinale Giulio Maria della Somaglia
- Cardinale Carlo Odescalchi, S.I.
- Cardinale Costantino Patrizi Naro
- Cardinale Lucido Maria Parocchi
- Papa Pio X
- Cardinale Gaetano De Lai
- Cardinale Raffaele Carlo Rossi, O.C.D.
- Cardinale Amleto Giovanni Cicognani
- Arcivescovo Paul John Hallinan
- Cardinale Joseph Louis Bernardin
- Cardinale Wilton Daniel Gregory
- Vescovo Jacques Eric Fabre-Jeune, C.S.

### Annotazioni
1. ↑  Il primo fu Pierre Marie Guy Sansaricq (1934-2021), vescovo ausiliare di Brooklyn dal 2006 al 2010.

### Fonti
1. 1 2 3 4 5 6  (EN) Curriculum vitae di monsignor Jacques Eric Fabre, su charlestondiocese.org. URL consultato il 16 maggio 2022.
2. 1 2  (EN) Lynne Duke, U.S. Camp for Haitians Described as Prison-like, in The Washington Post, 19 settembre 1992. URL consultato il 16 maggio 2022.
3. ↑  (EN) Götz-Dietrich Opitz, Haitian Refugees Forced to Return: Transnationalism and State Politics, 1991-1994, Münster, LIT Verlag, 2004,  p. 150. URL consultato il 16 maggio 2022.
4. 1 2  (EN) Patrick Phillips e Emilie Zuhowski, First Black man named to serve as 14th Bishop of Charleston, su live5news.com, 22 febbraio 2022. URL consultato il 16 maggio 2022.
5. ↑  (EN) John Lavenburg, Charleston gets Haitian-American bishop, in Crux, 23 febbraio 2022. URL consultato il 16 maggio 2022.
6. 1 2 3  (EN) Nate Tinner-Williams, Fr Jacques Fabre-Jeune, CS named Bishop of Charleston—a Haitian first for the United States, in Black Catholic Messenger, 22 febbraio 2022. URL consultato il 16 maggio 2022.
7. 1 2  (EN) Nichole Golden, Pope Francis appoints Atlanta priest as Bishop of Charleston, in The Georgia Bulletin, 22 febbraio 2022. URL consultato il 16 maggio 2022.
8. 1 2 3   Rinuncia e nomina del Vescovo di Charleston (U.S.A.), in bollettino della Sala stampa della Santa Sede, 22 febbraio 2022. URL consultato il 16 maggio 2022.
9. 1 2 3 4  (EN) Pope Francis Accepts Resignation of Bishop Robert Guglielmone of Diocese of Charleston; Appoints Rev. Jacques Fabre, C.S. as Successor, su usccb.org, 22 febbraio 2022. URL consultato il 16 maggio 2022.
10. ↑  (EN) Ruth E. Dávila, Hispanic Mission Builds Self-Financed Church, in The Georgia Bulletin, 14 aprile 2011. URL consultato il 16 maggio 2022.
11. ↑  (EN) Rickey CiaphaDennis, Jr., Thousands applaud installation of Charleston Diocese's first Black bishop, in The Post and Courier, 13 maggio 2022. URL consultato il 16 maggio 2022.
12. ↑  (EN) PASTORAL CARE OF MIGRANTS, REFUGEES, & TRAVELERS - Who We Are, su usccb.org. URL consultato il 21 giugno 2024.
13. ↑  (EN) MIGRATION - Who We Are, su usccb.org. URL consultato il 21 giugno 2024.